# Babin, Hạt Pyrzyce
Babin [ˈbabin] (trước đây là Babbin của Đức) là một làng thuộc khu hành chính trong Gmina Bielice, thuộc hạt Pyrzyce, West Pomeranian Voivodeship, ở phía tây bắc Ba Lan.
Ngôi làng có dân số 290 người.